# William H. King

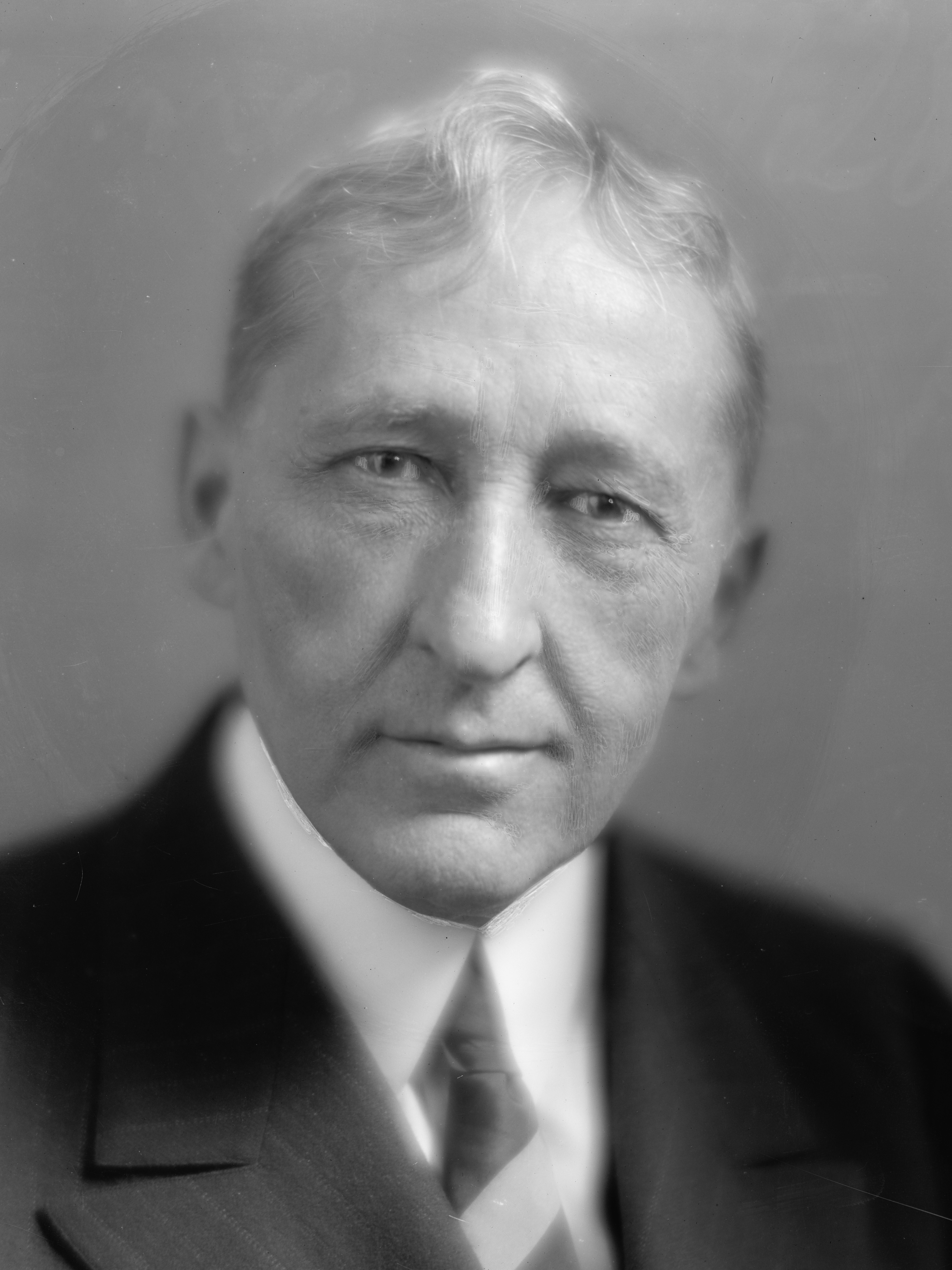
William Henry King (1905)

William Henry King (* 3. Juni 1863 in Fillmore, Utah-Territorium; † 27. November 1949 in Salt Lake City, Utah) war ein US-amerikanischer Politiker der Demokratischen Partei.
Der vor der Gründung des Staates Utah im Utah-Territorium geborene King studierte Jura an der Brigham Young University in Provo und an der University of Utah in Salt Lake City. Von 1894 bis 1896 war er beigeordneter Richter am Obersten Gerichtshof des Utah-Territoriums.
Nachdem er 1896 ins US-Repräsentantenhaus gewählt worden war, begann seine Amtszeit in Washington am 4. März 1897. Da er von seiner Partei nicht erneut nominiert wurde, schied er am 3. März 1899 wieder aus. An seiner Stelle wurde B. H. Roberts gewählt, dem der Kongress jedoch die Wahrnehmung seines Mandats verweigerte. Grund war, dass Roberts, wie King Mormone, in Polygamie lebte. So kehrte King als Ersatz für Roberts schon am 2. April 1900 in den Kongress zurück, in dem er bis zum 3. März 1901 verblieb. Bei der Wiederwahl im Jahr 1900 scheiterte er, zwei Jahre später dann erneut.
Erst 1917 gelang es ihm, erneut ein Mandat in Washington zu erhalten – diesmal für den Senat. Dort trat er die Nachfolge des Republikaners George Sutherland an, der ihn 1900 im Kampf um den Sitz im Repräsentantenhaus bezwungen hatte. William Henry King wurde viermal wiedergewählt und verließ den Kongress am 3. Januar 1941. Während der 76. Sitzungsperiode fungierte er als Präsident pro tempore. Nach Ende seiner politischen Laufbahn kehrte er nach Utah zurück und starb dort 1949.
Kings Sohn David war später ebenfalls Mitglied des US-Repräsentantenhauses.